# Stanisław Kolanowski
Stanisław Jan Kolanowski (ur. 26 kwietnia 1781 w Szamotułach, zm. 17 maja 1856 w Poznaniu) - piwowar, radny miasta Poznania, społecznik, filantrop, współzałożyciel cmentarza Zasłużonych Wielkopolan.

## Życiorys
Był właścicielem nieruchomości przy ul. Wrocławskiej w Poznaniu oraz browaru. Angażował się w działalność społeczną miasta Poznania oraz pomagał ubogim, m.in. poprzez Towarzystwo do zbierania kości zwierząt (w latach 1841-1843 stał na jego czele), a po jego upadku działał w Towarzystwie Dobroczynności (1848), w komitecie Zakładu św. Wincentego dla sierót na Śródce (1852) oraz w zarządzie zakładu przemysłowego i ochronki w klasztorze pobernardyńskim.
Wraz z Antonim Rose (mężem córki Kolanowskiego, Anieli) założył w Poznaniu organizację konspiracyjną (prawdopodobnie w 1833), mającą na celu gromadzenie funduszy na działalność patriotyczną.
Dzięki jego staraniom odnowiono prezbiterium i częściowo boczne ołtarze kościoła farnego, oraz wstawiono nową ambonę i chrzcielnicę. Założył także cmentarz starofarny.
Pracował jako radny miasta oraz przewodniczący rady miasta Poznania. Otrzymał order Czerwonego Orła w 1842 za przyjęcie Fryderyka Wilhelma IV w Poznaniu.
Zmarł w 1856 i został pochowany na cmentarzu Zasłużonych Wielkopolan
W kościele farnym wmurowano na cześć Kolanowskiego tablicę pamiątkową:

Pamiątce cnót
śp. Stanisława Kolanowskiego
przez lat 50
obywatela miasta Poznania
przez 33 lata
prowizora kościoła
Świętej Marji Magdaleny
i w uznaniu zasług jego
dla Kościoła do Miasta
i Społeczeństwa położonych
ofiarowali pomnik ten
wdzięczni parafianie i obywatele
Ś. p. Stanisław Kolanowski
żył lat 75
umarł dnia 17. maja 1856.

## Rodzina
Był dwukrotnie żonaty (Kwilecka, Stęszewska), posiadał 10 dzieci. Imiennie znani są: Leon (zmarł w młodym wieku na emigracji), Saturni (poległ w powstaniu listopadowym), Maksymilian (1815-1844; był kandydatem nauczycielskim w gimnazjum Marii Magdaleny w Poznaniu). Miał córkę Anielę, która wyszła za mąż za Antoniego Rose. Inny jego syn, nieznany z imienia, zmarł na cholerę.